# Илија Матејевић
Илија Матејевић (Кладово, 2. августа 1993) српски је фудбалер, који тренутно наступа за Графичар.

## Трофеји и награде
Вождовац
- Српска лига Београд: 2011/12.[7]

Раднички Крагујевац
- Српска лига Запад: 2016/17.[8]

Трајал
- Српска лига Исток: 2021/22.[9]
- Куп Расинског округа: 2022.[10]